# Pagrus africanus
Pagrus africanus es una especie de pez perciforme de la familia Sparidae.

## Morfología
Los machos pueden llegar alcanzar los 75 cm de longitud total.

## Distribución
Se encuentra en las costas del Atlántico oriental, desde Senegal hasta Angola.